# Còpia de treball
Una còpia de treball és una versió en brut d'una pel·lícula, utilitzada pel muntador de la mateixa durant el procés de muntatge. Generalment aquestes còpies contenen el so directe enregistrat durant el rodatge i  imatges d'arxiu o storyboards (animats o no) que omplen l'espai que després ocuparan plans d'efectes especials o seqüències que encara estan en producció.
Anomenada també workprint és la versió de treball d'una pel·lícula, utilitzada en les fases de muntatge i de postproducció. Com a versió no finalitzada, pot contenir so que haurà de tornar-se a registrar, Stock-shots que després seran reemplaçats, seqüències amb tests que permetin la inserció d'imatges animades i d'efectes especials digitals, etc.
Els workprints són de vegades copiats i posats a disposició i·llegalment a Internet, fins i tot mesos abans de l'estrena oficial del film. Un workprint de Hulk va ser difós dues setmanes abans la seva estrena al cinema mentre que una còpia de treball de Star Wars, episodi III: La Revenja de les Sith va estar disponible a Internet hores després de la sortida del film.